# Narciarstwo dowolne na Zimowych Igrzyskach Olimpijskich 2018 – skicross kobiet
Skicross kobiet – jedna z konkurencji rozgrywanych w ramach narciarstwa dowolnego na Zimowych Igrzyskach Olimpijskich w Pjongczangu. Zawodniczki rywalizowały w dniach 22  - 23 lutego w Bogwang Phoenix Park.
Mistrzynią olimpijskią została Kanadyjka Kelsey Serwa. Drugie miejsce zajęła jej rodaczka Brittany Phelan. Na trzecim stopniu podium uplasowała się Szwajcarka Fanny Smith.

## Terminarz
| Data      | Konkurencja  | Godzina rozpoczęcia | Godzina rozpoczęcia |
| Data      | Konkurencja  | Czas CET            | Czas lokalny        |
| --------- | ------------ | ------------------- | ------------------- |
| 22 lutego | Kwalifikacje | 10:00               | 2:00                |
| 23 lutego | 1/8 finału   | 10:00               | 2:00                |
| 23 lutego | 1/4 finału   | 10:35               | 2:35                |
| 23 lutego | 1/2 finału   | 10:59               | 2:59                |
| 23 lutego | Finały       | 11:15               | 3:15                |

## Wyniki

### Kwalifikacje
| Pozycja | Nr | Zawodniczka              | Reprezentacja     | Zjazd   | Uwagi |    |                   |        |         |  |
| ------- | -- | ------------------------ | ----------------- | ------- | ----- | -- | ----------------- | ------ | ------- |  |
| Pozycja | Nr | Zawodniczka              | Reprezentacja     | 1.      | Uwagi | 13 | Marielle Thompson | Kanada | 1:13,11 |  |
| 2.      | 15 | Kelsey Serwa             | Kanada            | 1:13,33 |       |    |                   |        |         |  |
| 3.      | 9  | Brittany Phelan          | Kanada            | 1:13,56 |       |    |                   |        |         |  |
| 4.      | 1  | Sandra Näslund           | Szwecja           | 1:13,58 |       |    |                   |        |         |  |
| 5.      | 12 | Fanny Smith              | Szwajcaria        | 1:13,90 |       |    |                   |        |         |  |
| 6.      | 3  | Alizée Baron             | Francja           | 1:14,11 |       |    |                   |        |         |  |
| 7.      | 7  | Katrin Ofner             | Austria           | 1:14,30 |       |    |                   |        |         |  |
| 8.      | 5  | Andrea Limbacher         | Austria           | 1:14,71 |       |    |                   |        |         |  |
| 9.      | 6  | Sami Kennedy-Sim         | Australia         | 1:14,97 |       |    |                   |        |         |  |
| 10.     | 16 | Sanna Lüdi               | Szwajcaria        | 1:15,13 |       |    |                   |        |         |  |
| 11.     | 10 | India Sherret            | Kanada            | 1:15,48 |       |    |                   |        |         |  |
| 12.     | 14 | Marielle Berger-Sabbatel | Francja           | 1:15,60 |       |    |                   |        |         |  |
| 13.     | 18 | Nikol Kučerová           | Czechy            | 1:15,61 |       |    |                   |        |         |  |
| 14.     | 11 | Debora Pixner            | Włochy            | 1:15,72 |       |    |                   |        |         |  |
| 15.     | 4  | Anastasija Czircowa      | Sportowcy z Rosji | 1:15,83 |       |    |                   |        |         |  |
| 16.     | 19 | Talina Gantenbein        | Szwajcaria        | 1:15,97 |       |    |                   |        |         |  |
| 17.     | 2  | Lisa Andersson           | Szwecja           | 1:16,15 |       |    |                   |        |         |  |
| 18.     | 24 | Stephanie Joffroy        | Chile             | 1:16,70 |       |    |                   |        |         |  |
| 19.     | 20 | Wiktorija Zawadowska     | Sportowcy z Rosji | 1:16,80 |       |    |                   |        |         |  |
| 20.     | 8  | Julia Eichinger          | Niemcy            | 1:17,56 |       |    |                   |        |         |  |
| 21.     | 17 | Reina Umehara            | Japonia           | 1:17,81 |       |    |                   |        |         |  |
| 22.     | 23 | Emily Sarsfield          | Wielka Brytania   | 1:18,25 |       |    |                   |        |         |  |
| 23.     | 22 | Priscillia Annen         | Szwajcaria        | 2:30,03 |       |    |                   |        |         |  |
| 24.     | 21 | Lucrezia Fantelli        | Włochy            | DNS     |       |    |                   |        |         |  |

## Runda Eliminacyjna

### 1/8 Finału
| Pozycja | Nr | Zawodniczka       | Reprezentacja | Uwagi |
| ------- | -- | ----------------- | ------------- | ----- |
| 1.      | 17 | Lisa Andersson    | Szwecja       | Q     |
| 2.      | 16 | Talina Gantenbein | Szwajcaria    | Q     |
| 3.      | 1  | Marielle Thompson | Kanada        |       |

| Pozycja | Nr | Zawodniczka       | Reprezentacja | Uwagi |
| ------- | -- | ----------------- | ------------- | ----- |
| 1.      | 8  | Andrea Limbacher  | Austria       | Q     |
| 2.      | 9  | Sami Kennedy-Sim  | Australia     | Q     |
| 3.      | 24 | Lucrezia Fantelli | Włochy        | DNS   |

| Pozycja | Nr | Zawodniczka              | Reprezentacja | Uwagi |
| ------- | -- | ------------------------ | ------------- | ----- |
| 1.      | 5  | Fanny Smith              | Szwajcaria    | Q     |
| 2.      | 12 | Marielle Berger-Sabbatel | Francja       | Q     |
| 3.      | 21 | Reina Umehara            | Japonia       |       |

| Pozycja | Nr | Zawodniczka     | Reprezentacja | Uwagi |
| ------- | -- | --------------- | ------------- | ----- |
| 1.      | 4  | Sandra Näslund  | Szwecja       | Q     |
| 2.      | 13 | Nikol Kučerová  | Czechy        | Q     |
| 3.      | 20 | Julia Eichinger | Niemcy        |       |

| Pozycja | Nr | Zawodniczka          | Reprezentacja     | Uwagi |
| ------- | -- | -------------------- | ----------------- | ----- |
| 1.      | 3  | Brittany Phelan      | Kanada            | Q     |
| 2.      | 14 | Debora Pixner        | Włochy            | Q     |
| 3.      | 19 | Wiktorija Zawadowska | Sportowcy z Rosji |       |

| Pozycja | Nr | Zawodniczka     | Reprezentacja   | Uwagi |
| ------- | -- | --------------- | --------------- | ----- |
| 1.      | 6  | Alizée Baron    | Francja         | Q     |
| 2.      | 22 | Emily Sarsfield | Wielka Brytania | Q     |
| 3.      | 11 | India Sherret   | Kanada          | DNF   |

| Pozycja | Nr | Zawodniczka      | Reprezentacja | Uwagi |
| ------- | -- | ---------------- | ------------- | ----- |
| 1.      | 7  | Katrin Ofner     | Austria       | Q     |
| 2.      | 10 | Sanna Lüdi       | Szwajcaria    | Q     |
| 3.      | 23 | Priscillia Annen | Szwajcaria    |       |

| Pozycja | Nr | Zawodniczka         | Reprezentacja     | Uwagi |
| ------- | -- | ------------------- | ----------------- | ----- |
| 1.      | 2  | Kelsey Serwa        | Kanada            | Q     |
| 2.      | 15 | Anastasija Czircowa | Sportowcy z Rosji | Q     |
| 3.      | 18 | Stephanie Joffroy   | Chile             |       |

### Ćwierćfinał
| Pozycja | Nr | Zawodniczka       | Reprezentacja | Uwagi |
| ------- | -- | ----------------- | ------------- | ----- |
| 1.      | 9  | Sami Kennedy-Sim  | Australia     | Q     |
| 2.      | 17 | Lisa Andersson    | Szwecja       | Q     |
| 3.      | 16 | Talina Gantenbein | Szwajcaria    |       |
| 4.      | 8  | Andrea Limbacher  | Austria       | DNF   |

| Pozycja | Nr | Zawodniczka     | Reprezentacja   | Uwagi |
| ------- | -- | --------------- | --------------- | ----- |
| 1.      | 3  | Brittany Phelan | Kanada          | Q     |
| 2.      | 6  | Alizée Baron    | Francja         | Q     |
| 3.      | 14 | Debora Pixner   | Włochy          |       |
| 4.      | 22 | Emily Sarsfield | Wielka Brytania |       |

| Pozycja | Nr | Zawodniczka              | Reprezentacja | Uwagi |
| ------- | -- | ------------------------ | ------------- | ----- |
| 1.      | 5  | Fanny Smith              | Szwajcaria    | Q     |
| 2.      | 4  | Sandra Näslund           | Szwecja       | Q     |
| 3.      | 12 | Marielle Berger-Sabbatel | Francja       |       |
| 4.      | 13 | Nikol Kučerová           | Czechy        |       |

| Pozycja | Nr | Zawodniczka         | Reprezentacja     | Uwagi |
| ------- | -- | ------------------- | ----------------- | ----- |
| 1.      | 2  | Kelsey Serwa        | Kanada            | Q     |
| 2.      | 10 | Sanna Lüdi          | Szwajcaria        | Q     |
| 3.      | 7  | Katrin Ofner        | Austria           |       |
| 4.      | 15 | Anastasija Czircowa | Sportowcy z Rosji | DNF   |

### Półfinał
| Pozycja | Nr | Zawodniczka      | Reprezentacja | Uwagi |
| ------- | -- | ---------------- | ------------- | ----- |
| 1.      | 4  | Sandra Näslund   | Szwecja       | Q     |
| 2.      | 5  | Fanny Smith      | Szwajcaria    | Q     |
| 3.      | 9  | Sami Kennedy-Sim | Australia     |       |
| 4.      | 17 | Lisa Andersson   | Szwecja       |       |

| Pozycja | Nr | Zawodniczka     | Reprezentacja | Uwagi |
| ------- | -- | --------------- | ------------- | ----- |
| 1.      | 3  | Brittany Phelan | Kanada        | Q     |
| 2.      | 2  | Kelsey Serwa    | Kanada        | Q     |
| 3.      | 10 | Sanna Lüdi      | Szwajcaria    |       |
| 4.      | 6  | Alizée Baron    | Francja       | DNF   |

### Finał
Mały Finał
| Pozycja | Nr | Zawodniczka      | Reprezentacja |
| ------- | -- | ---------------- | ------------- |
| 5.      | 6  | Alizée Baron     | Francja       |
| 6.      | 17 | Lisa Andersson   | Szwecja       |
| 7.      | 10 | Sanna Lüdi       | Szwajcaria    |
| 8.      | 9  | Sami Kennedy-Sim | Australia     |

Finał
| Pozycja | Nr | Zawodniczka     | Reprezentacja |
| ------- | -- | --------------- | ------------- |
| złoto   | 2  | Kelsey Serwa    | Kanada        |
| srebro  | 3  | Brittany Phelan | Kanada        |
| brąz    | 5  | Fanny Smith     | Szwajcaria    |
| 4.      | 4  | Sandra Näslund  | Szwecja       |